# John de Courcy Ling
John de Courcy Ling (n. 14 octombrie 1933 – d. 10 noiembrie 2005) a fost un om politic britanic, membru al Parlamentului European în perioadele 1979-1984 și 1984-1989 din partea Regatului Unit. 
1. ↑  John de Courcy Ling, The Peerage, accesat în 9 octombrie 2017
2. ↑  The Peerage
3. ↑  Deputații în Parlamentul European